# Frits Palm
Frits (F.A.) Palm (Singapore, 30 januari 1947 - Delft, 7 maart 2011) was een Nederlands econoom, ambtenaar en politicus namens de Lijst Pim Fortuyn.
Palm studeerde economie aan de Erasmus Universiteit en werkte daarna onder andere bij het Centraal Planbureau en het Economisch Instituut in Rotterdam. Hij werkte van 1974 tot 1986 als ambtenaar bij het Kabinet voor (Surinaamse en) Nederlands-Antilliaanse Zaken waarna hij daar directeur tot 1992 was, toen Kabinet voor Nederlands-Antilliaanse en Arubaanse Zaken. Hierna werkte hij als consultant.
Van 18 september 2002 tot 30 januari 2003 was Palm namens de LPF lid van de Tweede Kamer. Hij was woordvoerder van de fractie voor buitenlandse zaken, Europese zaken, defensie en Koninkrijksrelaties. Ook was hij tweede ondervoorzitter van de Kamer en korte tijd fractiesecretaris.
- Biografisch Portaal: 41594161
- Parlement.com: vg9fgopy3mdw